# 2019年世界短道速滑锦标赛
2019年世界短道速滑锦标赛是第44届世界短道速滑锦标赛，于2019年3月8日至10日在保加利亚索菲亚举行，这是索菲亚第三次举办短道速滑世锦赛。

## 赛程
所有时间均为欧洲中部时间（UTC+2）：
| 日期    | 时间  | 项目           |
| ------- | ----- | -------------- |
| 3月8日  | 10:00 | 资格赛         |
| 3月9日  | 14:02 | 女子1500米     |
| 3月9日  | 14:02 | 男子1500米     |
| 3月9日  | 14:02 | 女子500米      |
| 3月9日  | 14:02 | 男子500米      |
| 3月10日 | 14:02 | 女子1000米     |
| 3月10日 | 14:02 | 男子1000米     |
| 3月10日 | 14:02 | 女子3000米     |
| 3月10日 | 14:02 | 男子3000米     |
| 3月10日 | 14:02 | 女子3000米接力 |
| 3月10日 | 14:02 | 男子5000米接力 |

## 奖牌榜
| 排名                     | 国家 / 地区              | 金牌 | 銀牌 | 銅牌 | 总计 |
| ------------------------ | ------------------------ | ---- | ---- | ---- | ---- |
| 1                        | （KOR）                  | 8    | 5    | 2    | 15   |
| 2                        | 荷蘭（NED）              | 4    | 0    | 1    | 5    |
| 3                        | 中國（CHN）              | 0    | 3    | 1    | 4    |
| 4                        | 加拿大（CAN）            | 0    | 2    | 3    | 5    |
| 4                        | 俄羅斯（RUS）            | 0    | 2    | 3    | 5    |
| 6                        | 匈牙利（HUN）            | 0    | 0    | 1    | 1    |
| 6                        | 日本（JPN）              | 0    | 0    | 1    | 1    |
| 总计（共7个国家 / 地区） | 总计（共7个国家 / 地区） | 12   | 12   | 12   | 36   |

## 奖牌得主

### 男子
| 项目       | 金牌                                         | 金牌     | 银牌                                          | 银牌     | 铜牌                                                       | 铜牌     |
| 全能       | 林孝俊 · 韩国（KOR）                         | 102分    | 黄大宪 · 韩国（KOR）                          | 55分     | 谢苗·叶利斯特拉托夫 · 俄罗斯（RUS）                        | 44分     |
| 500米      | 黄大宪 · 韩国（KOR）                         | 42.490   | 武大靖 · 中国（CHN）                          | 42.725   | 任子威 · 中国（CHN）                                       | 42.888   |
| 1000米     | 林孝俊 · 韩国（KOR）                         | 1:26.468 | 黄大宪 · 韩国（KOR）                          | 1:26.657 | 谢苗·叶利斯特拉托夫 · 俄罗斯（RUS）                        | 1:26.660 |
| 1500米     | 林孝俊 · 韩国（KOR）                         | 2:31.632 | 萨米埃尔·吉拉尔 · 加拿大（CAN）               | 2:31.685 | 李俊瑞 · 韩国（KOR）                                       | 2:31.717 |
| 3000米     | 林孝俊 · 韩国（KOR）                         | 5:00.988 | 谢苗·叶利斯特拉托夫 · 俄罗斯（RUS）           | 5:01.120 | 渡边启太 · 日本（JPN）                                     | 5:01.847 |
| 5000米接力 | · 黄大宪 · 李俊瑞 · 林孝俊 · 朴智元 · 洪庆焕 | 7:04.292 | 中国 · 任子威 · 武大靖 · 許宏志 · 杨帅 · 孙龙 | 7:04.651 | 匈牙利 · 布里扬·乔鲍 · Cole Krueger · 刘少林 · Alex Varnyú | 7:04.961 |

### 女子
| 项目       | 金牌                                               | 金牌     | 银牌                                                                                                 | 银牌     | 铜牌                                                                                               | 铜牌     |
| 全能       | 苏珊妮·许尔廷 · 荷兰（NED）                        | 81分     | 崔珉禎 · 韩国（KOR）                                                                                 | 76分     | 基姆·布廷 · 加拿大（CAN）                                                                          | 37分     |
| 500米      | 拉拉·范雷芬 · 荷兰（NED）                          | 43.267   | 范可新 · 中国（CHN）                                                                                 | 43.427   | 苏珊妮·许尔廷 · 荷兰（NED）                                                                        | 43.518   |
| 1000米     | 苏珊妮·许尔廷 · 荷兰（NED）                        | 1:28.986 | 崔珉禎 · 韩国（KOR）                                                                                 | 1:29.187 | 基姆·布廷 · 加拿大（CAN）                                                                          | 1:29.211 |
| 1500米     | 崔珉禎 · 韩国（KOR）                               | 2:29.741 | 基姆·布廷 · 加拿大（CAN）                                                                            | 2:29.803 | 索菲娅·普罗斯维尔诺娃 · 俄罗斯（RUS）                                                              | 2:29.843 |
| 3000米     | 苏珊妮·许尔廷 · 荷兰（NED）                        | 5:26.880 | 崔珉禎 · 韩国（KOR）                                                                                 | 5:26.980 | 金智有 · 韩国（KOR）                                                                               | 5:27.039 |
| 3000米接力 | · 崔珉禎 · Kim Geon-hee · 金智有 · 沈錫希 · 崔智贤 | 4:13.904 | 俄羅斯 · 叶卡捷琳娜·叶夫列缅科娃 · 叶卡捷琳娜·康斯坦丁诺娃 · 埃米娜·马拉吉奇 · 索菲娅·普罗斯维尔诺娃 | 4:14.353 | 加拿大 · 基姆·布廷 · Camille de Serres-Rainville · 艾莉森·查尔斯 · 考特妮·萨罗 · 卡桑德拉·布拉德特 | 4:14.984 |